# پل هیستینگز
پال هیستینگز (به انگلیسی: Paul Hastings) که قبلاً با نام پال، هیستینگز، جانوفسکی و واکر شناخته می‌شد، یک شرکت حقوقی چندملیتی است که در سال ۱۹۵۱ تأسیس شد و مرکز آن در لس آنجلس است.

## دفاتر

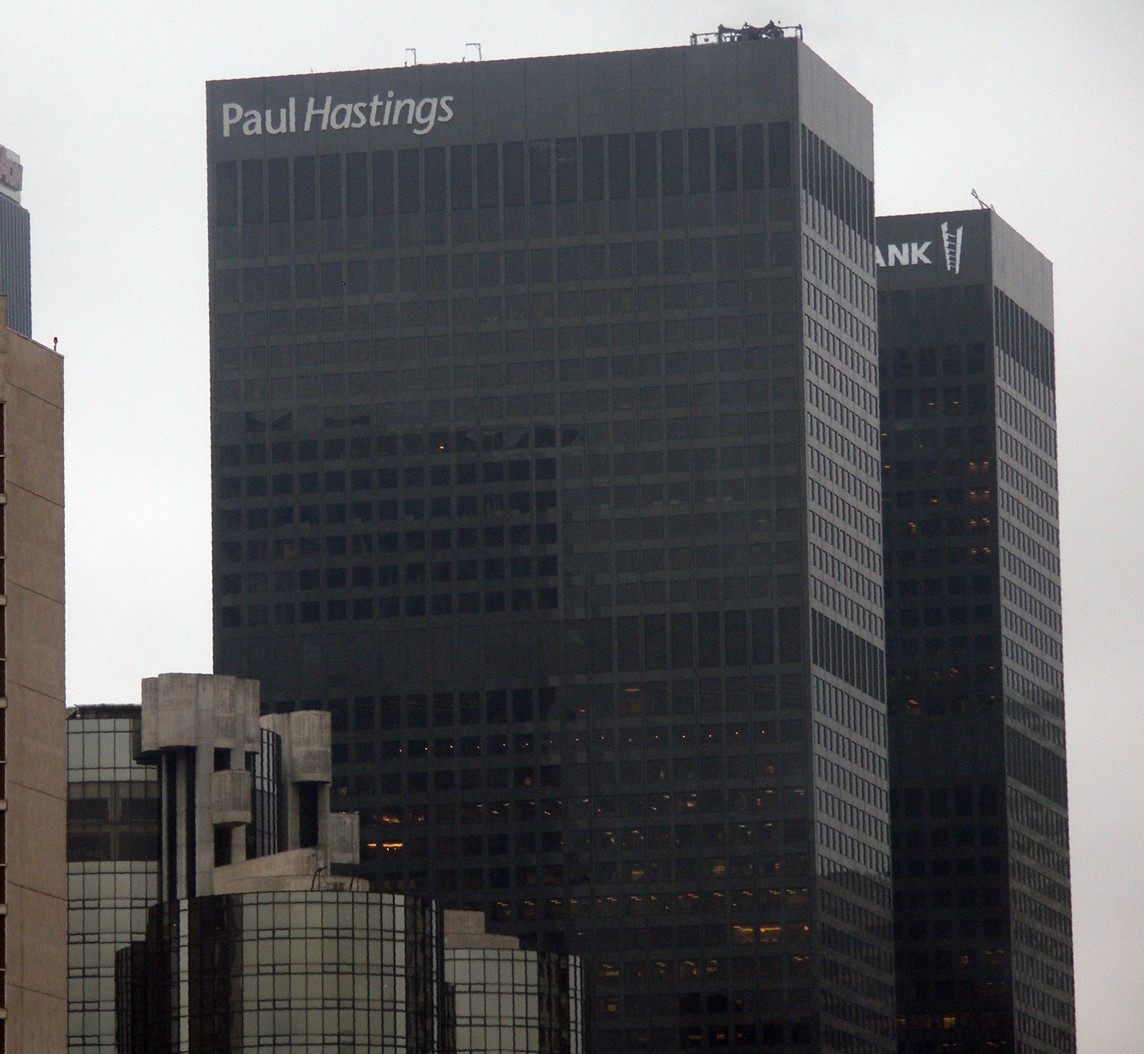
برج پال هیستینگز در لس آنجلس

| - آتلانتا - پکن - بروکسل - شیکاگو - کوستا مسا - فرانکفورت - هنگ کنگ - هیوستون - لندن - لس آنجلس | - میلان - نیویورک - پالو آلتو - پاریس - سن دیگو - سان فرانسیسکو - سئول - شانگهای - توکیو - واشینگتن، دی سی |